# Борец (Жлобинский район)
Борец (бел. Барэц) — посёлок в Папоротнянском сельсовете Жлобинского района Гомельской области Белоруссии.

## География

### Расположение
В 25 км на юг от районного центра и железнодорожной станции Жлобин (на линии Бобруйск — Гомель), в 85 км от Гомеля.

## Транспортная сеть
Транспортные связи по просёлочной, а затем автомобильной дороге Стрешин — Пиревичи. Планировка состоит из короткой широтной улицы. Жилые дома деревянные, усадебного типа.

## История
Основан в 1920-х годах переселенцами из соседних деревень на бывших помещичьих землях. В 1931 году жители вступили в колхоз. В 1966 году к посёлку присоединён посёлок Петрова Поляна. В составе колхоза «Путь Ленина» (центр — деревня Косаковка).

## Население

### Численность
- 2004 год — 3 хозяйства, 11 жителей.

### Динамика
- 1959 год — 64 жителя (согласно переписи).
- 2004 год — 3 хозяйства, 11 жителей.